# Casalese
Il Casalese (Casalèis in piemontese) è una regione geografica del Basso Piemonte, nell'area settentrionale della provincia di Alessandria.
Prende il nome da Casale Monferrato.
È delimitata a nord dalla provincia di Vercelli, a ovest dalla città metropolitana di Torino e dalla provincia di Asti, a est dalla Lomellina in provincia di Pavia, a sud dall'Alessandrino (Piemonte).

## Amministrazioni

### Comuni
- Casale Monferrato
- Altavilla Monferrato,
- Camino,
- Castelletto Monferrato,
- Coniolo,
- Frassinello Monferrato,
- Fubine,
- Gabiano,
- Lu e Cuccaro Monferrato,
- Mirabello Monferrato,
- Morano sul Po,
- Murisengo,
- Occimiano,
- Ottiglio,
- Ozzano Monferrato,
- Pontestura,
- San Giorgio Monferrato,
- San Salvatore Monferrato,
- Terruggia,
- Vignale Monferrato,
- Villadeati.